# Steagul Biafrei

Steagul național al Biafrei, proporțiile steagului sunt 1:2

Steagul astăzi "defunctei" republici Biafra a fost tricolor având culorile roșu, negru și verde dispuse orizontal, iar ca stemă avea un soare auriu deasupra unei bare, de asemena aurii. Soarele avea unsprezece raze, care semnificau cele unsprezece provincii ale țării. 
Designul steagului era bazat pe culorile pan-africane ale steagului pan-african conceput de Marcus Garvey pentru Universal Negro Improvement Association and African Communities League, sau pe scurt, UNIA, conform lucrării lui Znaimerowski, pagina 125. 